# Przemysław Kowiański
Przemysław Marek Kowiański – polski anatom, dr hab. nauk medycznych, profesor uczelni Instytutu Nauk o Zdrowiu Akademii Pomorskiej w Słupsku i Katedry Anatomii Wydziału Lekarskiego Gdańskiego Uniwersytetu Medycznego.

## Życiorys
Obronił pracę doktorską, 8 grudnia 2005 habilitował się na podstawie pracy zatytułowanej Neuromodulatory i białka wiążące wapń w dojrzewaniu neuronów przedmurza szczura - badania immunocytochemiczne, morfometryczne oraz oparte na wstecznym transporcie aksonalnym. Objął funkcję adiunkta w Katedrze Anatomii na Wydziale Lekarskim z Oddziałem Stomatologicznym Gdańskiego Uniwersytetu Medycznego.
Został zatrudniony na stanowisku profesora nadzwyczajnego w Instytucie Nauk o Zdrowiu na Wydziale Nauk o Zdrowiu Akademii Pomorskiej w Słupsku oraz w Katedrze Nauk o Zdrowiu na Wydziale Matematycznym i Przyrodniczym Akademii Pomorskiej w Słupsku.
Piastuje stanowisko profesora uczelni Instytutu Nauk o Zdrowiu Akademii Pomorskiej w Słupsku i Katedry Anatomii Wydziału Lekarskiego Gdańskiego Uniwersytetu Medycznego.
Był dyrektorem Instytutu Nauk o Zdrowiu na Wydziale Nauk o Zdrowiu i na Wydziale Matematycznym i Przyrodniczym Akademii Pomorskiej w Słupsku, a także dziekanem (p.o.) na Wydziale Nauk o Zdrowiu Akademii Pomorskiej w Słupsku.
Jest członkiem zarządu Polskiego Towarzystwa Anatomicznego.
Został odznaczony Brązowym (2008) i Srebrnym (2023) Krzyżem Zasługi.